# Gary Alter
Pour les articles homonymes, voir Alter (homonymie).
Gary J. Alter est un chirurgien plastique américain, pratiquant à Beverly Hills, en Californie.

## Carrière
Ses spécialités incluent la chirurgie de réassignation sexuelle, la chirurgie de reconstruction génitale et la chirurgie de féminisation faciale,,,,,,,,,,. Il est apparu dans deux épisodes de la série télé-réalité Dr 90210.  PRNewswire a rapporté le 5 juin 2015 que le Dr Gary J. Alter a réalisé la chirurgie plastique corporelle de Caitlyn Jenner.
Le Dr Gary Alter a été l'un des premiers médecins certifié par l'American Board of Plastic Surgery et l'American Board of Urology. Il est Professeur Adjoint de Clinique de Chirurgie Plastique à l'UCLA School of Medicine. Le Dr Alter a inventé de nombreuses procédures chirurgicales adoptées par d'autres chirurgiens plastiques dans le domaine de la reconstruction génitales, y compris la technique de l'« Alter Centrale-Cale labiaplasty »[citation nécessaire]. Le Dr Alter a été présent dans les programmes de E! Entertainment's, Dr 90210 et  Botched. Il a aussi été mis en lumière sur Alexis Arquette: She's My Brother (documentaire), et sur la TLC dans Strange Sex, discutant du syndrome du pénis caché. Il est apparu dans Discovery Health Network sur CNN, dans le Larry King Show, et il a été l'invité régulier dans « Red Eye » de la chaîne Fox News. Il a également été mis en vedette dans de nombreux médias dont le New York Times, le Los Angeles Times, le Wall Street Journal, USA Today, Allure, Self, Glamour, Marie Claire, Cosmopolitan, et Health. Le Dr Alter a publié dans de nombreuses revues médicales et manuels relatifs à sa spécialité, et a co-édité un livre.

## Publications
- « A new technique for correction of the hidden penis in adults and children », Gary J. Alter and Richard Ehrlich, Journal of Urology 161:455, 1999[15]
- « Penile enhancement surgery », Gary J. Alter, Techniques in Urology, 4:70, 1998
- « A new technique for aesthetic labia minora reduction », Gary J. Alter, Annals of Plastic Surgery 40:287, 1998[16]
- « Use of prefabricated tunica vaginalis fascia flap to reconstruct the tunica albuginea after recurrent penile prosthesis extrusion », GJ Alter, J Greisman, PE Werthman, AS Seid, BJ Joseph; Journal of Urology 159:128,1998[17]
- « Reconstruction of deformities resulting from penile enlargement surgery », Gary J. Alter; Journal of Urology 158:2153, 1997[18]
- RE: Complications of penile lengthening and augmentation seen at 1 referral center », Letter to the editor. Journal of Urology 156:1784, 1996[19]
- « Penis enhancement », Gary J. Alter; Aesthetic Surgery Quarterly Vol 16:226, 1996
- « Penis enhancement », Gary J. Alter; Advances in Urology Vol 9, p. 225-254, 1996, Mosby, Chicago
- « Penis enhancement », Gary J. Alter; AUA Update Series, Lesson 12, Volume XV: p. 99-100, 1996, American Urological Association; Houston, Texas,
- « Split thickness skin graft urethroplasty and tunica vaginalis flaps for failed hypospadias repairs », Richard M. Ehrlich and Gary J. Alter; Journal of Urology 155:131, 1995
- « Augmentation phalloplasty », Gary J. Alter; Urologic Clinics of North America Vol 22, N 4, p. 887-902 November 1995, W.B. Saunders, Philadelphia
- « Prosthetic implantation after phallic construction”, Gary J. Alter, David A. Gilbert, Steven M. Schlossberg, Gerald N. Jordan; Microsurgery 16:322, 1995
- « Use of tunica vaginalis in hypospadias cripples », Richard Ehrlich, Gary J. Alter; Society for Pediatric Urology Newsletter September 26, 1994
- « Total phallic reconstruction », Guy Trengove-Jones and Gary J. Alter; Dialogues in Pediatric Urology Vol 18, No 3, 4-6, 1995
- « Penile implantation in total phalloplasty », Gerald Jordan, Gary J. Alter, David Gilbert, Charles Horton; Journal of Urology 152: 410, 1994
- « Buried penis as a contraindication for circumcision », Gary J. Alter, Charles E. Horton, Charles E, Horton, Jr.; Journal of the American College of Surgeons 178:487, 1994
- « Hemangioma of the penis and scrotum », Gary J. Alter, Guy Trengove-Jones, Charles E.Horton, Jr.; Urology August 1993
- « Experience with vaginal reconstruction utilizing the modified Singapore flap », John E. Woods, Gary J. Alter, N. Bradly Meland, Karl Podratz; Plastic and Reconstructive Surgery 90:270, 1992